# Station Heworth
Heworth is een spoorwegstation van National Rail in Heworth, Gateshead in Engeland. Het station is eigendom van Network Rail en wordt beheerd door Northern Rail. Het is tevens een station van de Tyne and Wear Metro.